# 이대현 (극작가)
이대현은 대한민국의 극작가이다.
1996년도에 단국대학교 연극영화학과를 졸업하고, 오하이오대학교(Ohio University)에서 연극사와 비평으로 석사(MA, 1999)와 연극 연출로 실기석사(MFA, 2005) 과정을 마쳤다. 현재 단국대학교 공연영화학부 연극 전공 교수로 연출과 연기 부문 실기를 지도하고 있으며, 2012년부터는 문화예술대학원 공연예술학과 주임교수도 겸하면서 뮤지컬 제작과 극작 및 연출을 지도하고 있다. 또한 드라마교회와 약속의연극레퍼토리의 상임 극작가와 연출가로서, 그리고 뮤지컬 배짱이의 상임연출가로서 연극과 뮤지컬 작업을 해 오고 있다. 이대현은 극작도 하고 연출도 한다.
＜수탉＞(2019), 모노드라마 ＜피에타＞(2017), 뮤지컬 ＜여리고의 봄＞(2015), ＜도조(陶祖)＞(2014), 퓨전 마셜 아트 퍼포먼스 ＜한빛＞(2013), ＜홀리하고 코믹한 요나 이야기＞(2012)가 이대현 극작과 연출로 공연되었다. 뮤지컬 ＜에일리언 스파이＞(2016), 뮤지컬 ＜주그리 우스리＞(2012), ＜미스 줄리 ＞(2010), ＜한여름 밤의 꿈＞(2009), 중세 유럽 도덕극 ＜에브리맨＞(2008), 오페라 ＜루이자 밀러＞(2000)를 연출했다. 오하이오대학 연출 실기 석사 과정에서 ＜세 자매＞(2005), ＜함부르크의 왕자＞(2004), ＜미스 줄리＞(2003)를 연출했고, ＜The Bird Bridge＞(2003), ＜Cupid and Psyche, Pain!＞(2002)의 극작과 연출을 했다.